# Andreas Greve

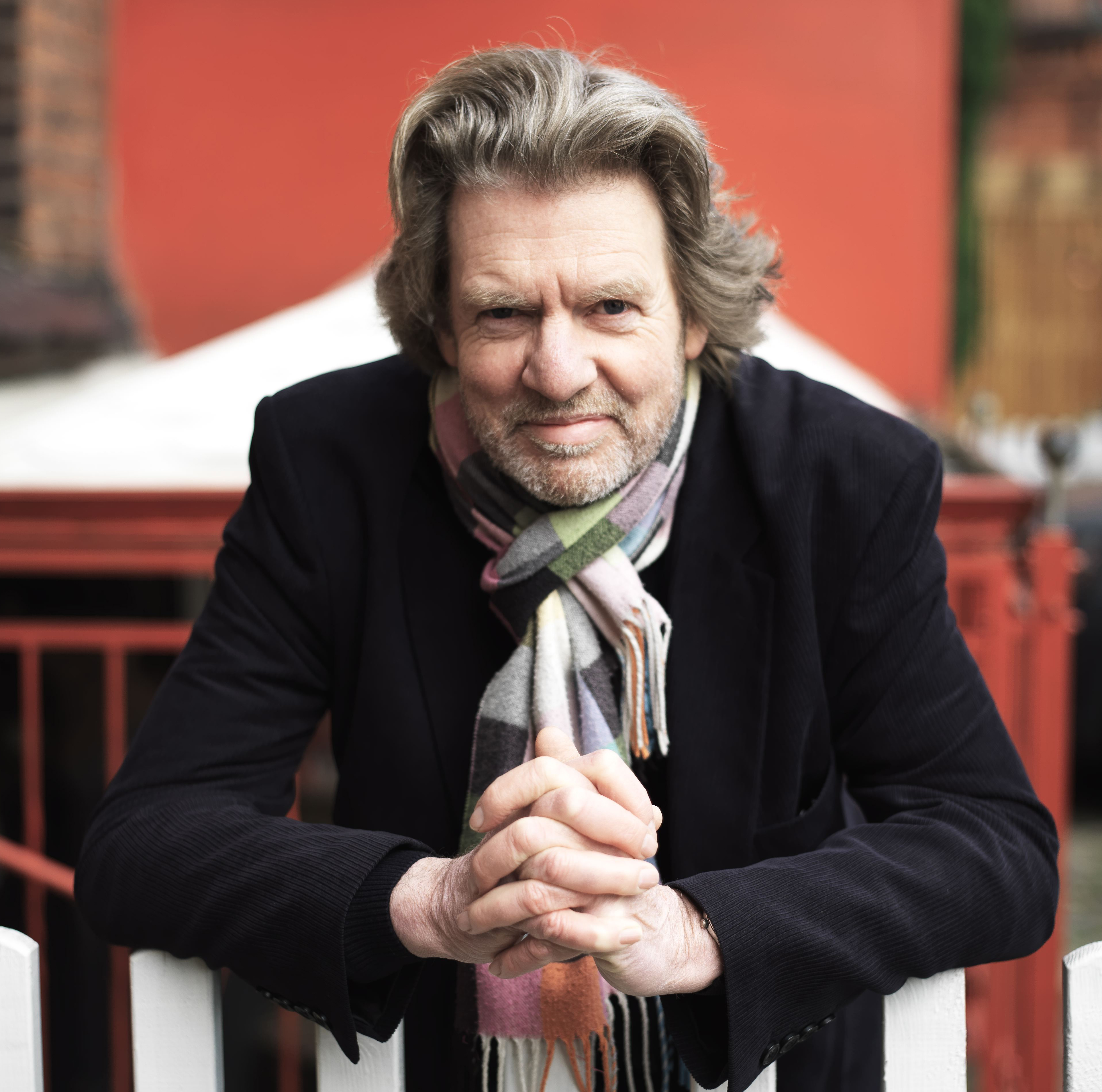
Andreas Greve (2013)

Andreas Greve (* 7. Januar 1953 in Hamburg; † 6. Juli 2023 in Faaborg, Dänemark) war ein deutscher Lyriker, Schriftsteller, Satiriker und Journalist.

## Leben und Werk
Andreas Greve wuchs in Hamburg-Altona auf. Er studierte Kunstpädagogik in Braunschweig und absolvierte danach eine Zimmermannslehre in einem Kollektivbetrieb in Dänemark, wo er gut zehn Jahre lebte. Die ersten Bilderbücher – teils selbst illustriert – erschienen Ende der 1980er Jahre und wurden teilweise in diverse europäische und außereuropäische Sprachen übersetzt. Andreas Greve schrieb ein paar Drehbücher, verfasste Satiren für Zeitungen und Radio sowie im NDR-Fernsehen (extra 3) und war als Reiseautor tätig (Geo Saison, Geo Special, Mare, SZ-Magazin u. a.).
Von 2003 bis 2008 lebte er zeitweise auf La Palma, wo er die kleine Bibliothek „Bila“ – „Biblioteca international en lengua alemana“ – gründete und leitete. Von 2009 bis 2011 war Andreas Greve der nichtzeichnende Teil des Cartoonisten-Duos „Jünger & Schlanker“ (Andreas Greve und André Poloczek).
Ab 2013 veröffentlichte er mehrere Lyrikbände. Mit seinem lyrischen Lastenrad „Librette“ trat er regelmäßig in und um Hamburg auf.
Andreas Greve ist Verfasser von Lyrik, Bilderbüchern, erzählerischen Werken, Satiren und Essays. Mehrere Bücher und Booklets brachte er in Zusammenarbeit mit dem Cartoonisten und Maler Til Mette und dem Gestalter Michel Löwenherz heraus.
Andreas Greve starb im Juli 2023 im Alter von 70 Jahren.

## Veröffentlichungen

### Bücher
- Keine Fahrkarte für den Bären. Bilderbuch, Carlsen, Hamburg 1989, ISBN 3-551-51397-X
- Kluger kleiner Balthasar. Nord-Süd, Zürich 1989, ISBN 3-314-00616-0
- Übrigens, ich heiße Kläcks. Carlsen, Hamburg 1990, ISBN 3-551-51415-1
- Vier Fässer für den Flur. Drei Bildgeschichten. Ein Vorlese-Bilderbuch, Rowohlt TB-V. Reinbek 1990, ISBN 3-499-20586-6
- Christopher’s Dreamcar. Annick Press, Toronto 1991, ISBN 1-55037-169-X
- The Good Night Story. Annick Press, Toronto 1993, ISBN 1-55037-288-2
- Ein Leuchtturm geht auf Reisen. Nord-Süd, Zürich 1993, ISBN 3-314-00940-2
- König Flügellos. Oetinger, Hamburg 1993, ISBN 3-7891-6552-2
- Tasso und Socke – Bitte recht traurig! Oetinger, Hamburg 1995, ISBN 3-7891-6553-0
- Tasso und Socke – Der höchste Berg. Oetinger, Hamburg 1995, ISBN 3-7891-6554-9
- In achtzig Tagen rund um Deutschland: Grenzerfahrungen. Hoffmann und Campe, Hamburg 2004, ISBN 3-455-09421-X
- Dichter am Abgrund. Hinz & Kunst, Braunschweig 2013, ISBN 978-3-922618-32-4
- Stand der Dinge – 27 Dinggedichte. Hamburg 2014
- Stand der Dinge – 27 Lürikklopper. eBook, Fuego, Bremen 2015, ISBN 978-3-86287-160-5
- Tierisches Getümmel. Tiergedichte mit Illustrationen von Til Mette, Gestaltung Löwenherz. Hamburg 2015
- Dichter an Hamburg. Reim-Reportagen. Mit Bildern von Til Mette, Gestaltung Löwenherz. KJM Buchverlag, Hamburg 2016, ISBN 978-3-945465-19-6
- Tausendundeine Elphi. Verse zu Bildern von Jürgen Drese. KJM Buchverlag, Hamburg 2016, ISBN 978-3-945465-25-7

### Übersetzungen
- Joane Flindall: Kommt her, feiert mit. Carlsen, Hamburg 1990, ISBN 3-551-51420-8
- Russel Johnson u. Bernadette: Ein ganz verrückter Nikolaustag. Nord-Süd, Zürich 1991, ISBN 978-3-314-00553-4
- Joanne Flindall: Steig ein, fahr mit. Bilderbuch. Carlsen, Hamburg 1992 ISBN 3-551-51408-9

### TV-Dokumentationen
- Heimat in der Wüste – Deutsche Vereine in Namibia (mit Michael Höft). 45 Min., NDR
- Der Traumschifftester – Portrait über Douglas Ward (mit Michael Höft). Berlitz Guide 30 Min., NDR

## Auszeichnungen
- 1988/89: Stipendiat des Landes Schleswig-Holstein im Künstlerhaus Lauenburg
- 1992/93: Drehbuchwerkstatt München
- 2011: Deutscher Karikaturenpreis, Dresden: „Abräumerpreis“ für Jünger & Schlanker

## Zitat
- „Für die Frisur ist Geschlechtsverkehr eine Katastrophe.“